# 全国停火协议
全国停火协议（缩写NCA）是缅甸政府与少数民族地方武装组织之间的具有里程碑意义的停火协议。草案于2015年3月31日由大多数受邀方达成协议，该协议于2015年10月15日由登盛总统签署。来自联合国、英国、挪威、日本和美国的观察员和代表见证了签署。政府每年在签署协议周年纪念日举行仪式。
缅甸政府最初向15个不同民族的地方武装组织发出邀请，邀请他们参加长期和平谈判。然而，7个受邀组织在谈判中由于察觉到不公平而拒绝签署或退出。
拉祜民主联盟和新孟邦党后来实现了停火并于2018年2月13日签署了该协议。